# Gion Nankai
Gion Nankai (祇園 南海), de son vrai nom : Gion Yu, surnom : Hakugyoku, nom familier : Yoichiro, noms de pinceau : Nankai, Tekkandōjin, Shōun, qui est un peintre japonais des XVIIe et XVIIIe siècles. Ses origines ne sont pas connues, il est né en 1676 et mort en 1751.

## Biographie
Gion Nankai est un peintre lettré de l'École de Nanga (Peinture du Sud), et de Wakayama, dans la presqu'île de Kii. Il est l'un des premiers adeptes de cette peinture à l'encre venue de Chine au début du XVIIIe siècle, par l'intermédiaire d'albums d'images. Cela ne va pas sans tâtonnements et confusions stylistiques et c'est la raison pour laquelle ses paysages et ses bambous ne se dégagent pas encore des modèles chinois. On le connaît aussi comme écrivain et poète.

## Autour duNanga
La seconde moitié de l'époque Edo est en effet marquée par une vive réaction contre le maniérisme du style décoratif en honneur tout au long du XVIIe siècle. Des esprits libres, dilettantes, mais fous de peinture, se mettent au pinceau pour leur seul plaisir, sans souci d'en tirer profit — qu'ils soient riches ou pauvres. La plupart sont formés à l'école du Grain de moutarde, le célèbre traité de peinture chinoise. Cette nouvelle école — qui d'ailleurs n'en est pas vraiment une — prend le nom de nanga (peinture du Sud). Ce petit groupe d'amis lettrés, qui se rencontrent souvent, malgré d'incessants voyages, adopte en effet un mode de vie aussi peu protocolaire que possible. On rejette le confucianisme, les obligations sociales, on s'enivre de saké et de poésie… Les premiers à frayer cette voie sont Gion Nankai (1676-1751), Ki-en et Hyakusen (1697-1752). Nankai et Ki-en sont des dilettantes aristocrates (Tous deux punis plus tard pour mauvaise conduite) nourris d'humanités chinoises.

## Style et technique
D'ordinaire à l'époque, les éventails sont peints dans le style yamatoe « purement japonais »; avec ses éventails sinomanes, Taiga ne peut pas ne pas faire sensation. En 1738, Ki-en le prend chez lui comme élève pendant deux ans. En 1748, il quitte Kyōto, et devient célèbre par ses peintures au doigt. Taiga, lui, emploie cette technique pour peindre des oiseaux, fleurs, portraits, paysages. Nankai, rencontrant Taiga en 1750, est émerveillé par cette peinture à mains nues (karate!). Il écrit à son propos, après leur première rencontre : « Je crois qu'il est une créature d'un autre monde : aussi dégagé des contingences terrestres qu'une grue volant au-dessus des nuages ! ».